# نرمش هوازی
تمرین هوازی (به انگلیسی: Aerobic exercise) نوعی فعالیت ورزشی بوده که هدف آن بهبود سیستم مصرف اکسیژن می‌باشد. ورزش هوازی (همچنین به عنوان فعالیت‌های استقامتی، ورزش‌های قلبی یا قلبی تنفسی نیز شناخته می‌شود) ورزش‌های فیزیکی با شدت کم تا زیاد است که عمدتاً به فرایند تولید انرژی هوازی بستگی دارد. «هوازی» به عنوان «مربوط، شامل، یا نیاز به اکسیژن» تعریف می‌شود، و به استفاده از اکسیژن برای برآوردن نیازهای انرژی در طول ورزش از طریق متابولیسم هوازی به اندازه کافی اشاره دارد. تمرینات هوازی با تکرار توالی فعالیت‌های با شدت سبک تا متوسط برای مدت زمان طولانی انجام می‌شود. ورزش هوازی را می‌توان بهتر به عنوان «فقط هوازی» نامید، زیرا به اندازه ای با شدت کم طراحی شده‌است که تمام کربوهیدرات‌ها به صورت هوازی از طریق تولید ATP میتوکندریایی به انرژی تبدیل می‌شوند. میتوکندری‌ها اندامک‌هایی هستند که برای متابولیسم کربوهیدرات‌ها، پروتئین‌ها و چربی‌ها به اکسیژن متکی هستند. نمونه‌هایی از ورزش‌های قلبی عروقی یا هوازی عبارتند از: دویدن یا دویدن در مسافت‌های طولانی، شنا، دوچرخه‌سواری، بالا رفتن از پله‌ها و پیاده‌روی.

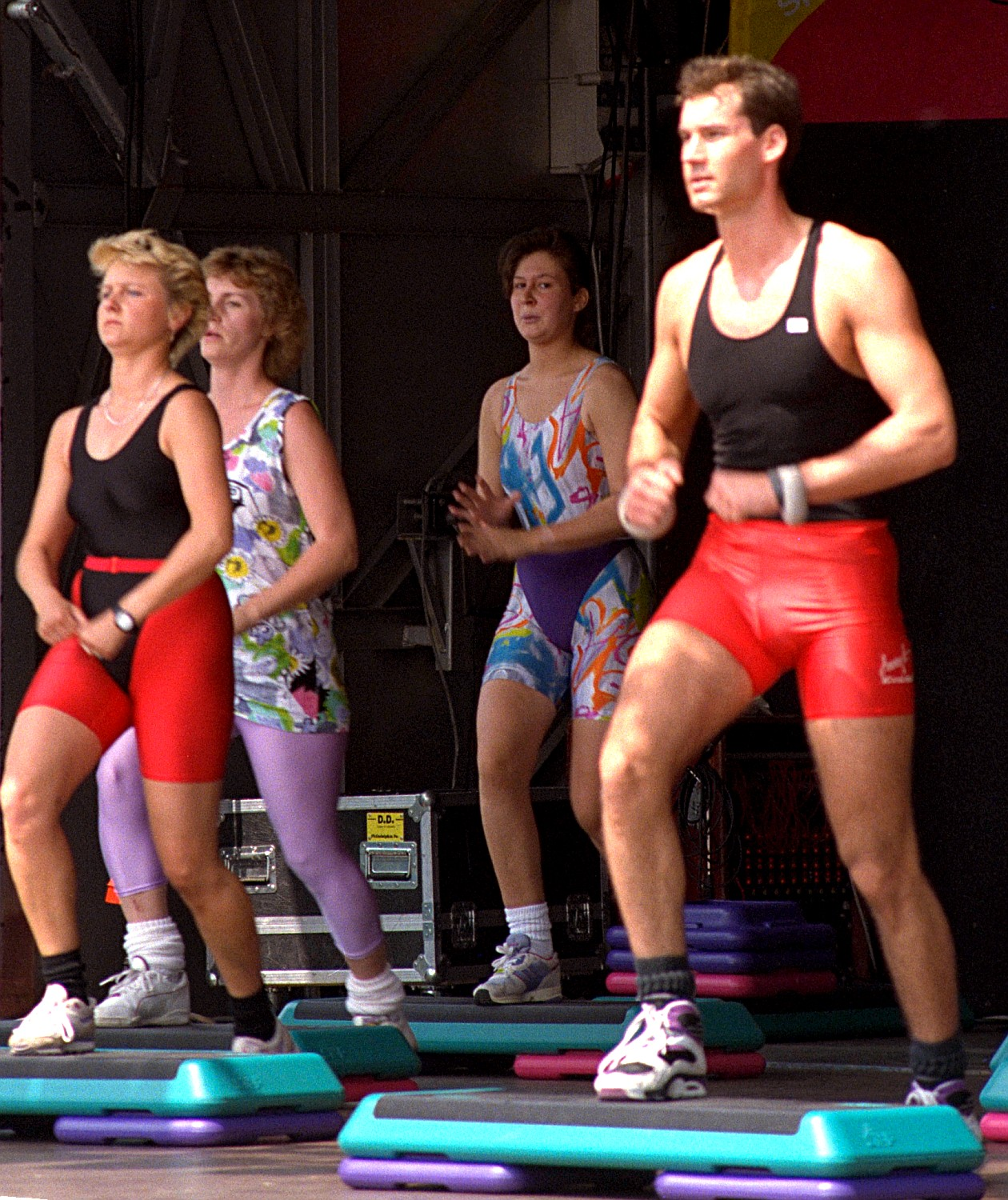
انجام نرمش هوازی باعث توانمندی و بهبود سیستم قلب عروق می‌شود

## تاریخچه
هم واژه و هم روش‌های تمرینی آن توسط دکتر کنت کوپر و سرهنگ پاولین پاتز (فیزیوتراپ) هر دو از نیروی هوایی آمریکا ابداع شدند. کوپر که شخصاً علاقه‌مند به تمرینات ورزشی بود، هم از دید شخصی و هم از دید حرفه‌ای برای یافتن جواب یک سؤال کنجکاو شده بود. موضوع از این قرار بود که برخی از افراد با توان ماهیچه‌ای بالا، در ورزش‌هایی مانند دوهای استقامت، شنا و دوچرخه سواری ضعیف عمل می‌کردند. او آغاز به اندازه‌گیری سیستماتیک کارایی افراد توسط دوچرخه درجا کرد. او کارایی پایدار افراد را بر اساس توانی آن‌ها در نیاز به اکسیژن اندازه‌گیری کرد.
دکتر کنت کوپر (Kenneth Cooper) نخستین کسی بود که مفهوم و روش‌های تمرین ورزش هوازی را رواج داد. او برای شروع تحقیقاتش از این باور الهام گرفت که ورزش می‌تواند از بروز بیماری‌ها جلوگیری کرده و نقش پیشگیرانه‌ای داشته باشد و به همین منظور در سال ۱۹۷۰ مؤسسه شخصی خودش را با هدف تحقیق دربارهٔ طب پیشگیرانه تأسیس کرد. او به میلیون‌ها نفر انگیزهٔ فعال شدن داد و امروزه به عنوان «پدر ورزش‌های هوازی» معروف است. در ادامه با تعریف ورزش هوازی، نحوهٔ درست شروع آن و تاثیرش در پیشگیری از بیماری‌ها بیشتر آشنا می‌شوید.

## تأثیر تمرینات هوازی بر روی عملکرد مغز
مزایای فعالیت بدنی و ورزش هوازی بر عملکرد شناختی و سلامت مغز در حال تبدیل شدن به بحث‌های مهم در هر دو جامعه علمی و عموم مردم شده‌است. با وجود فراوانی شواهد علمی، محققان توصیه‌های بهداشت عمومی مشخص در این رابطه ندارند که بخشی از این مشکلات مربوط به عدم آگاهی و دانش کافی در مورد مکانیسم‌های دقیق اعمال تابع مغز است. علاوه بر این، یک نگرانی در این مطالعات به سبب دشواری تشخیص فعالیت‌های مغزی منحصر به فرد ناشی از ورزش است، به عنوان مثال این رفتارهای مغزی در ارتباط با تغییرات در دیگر عوامل سبک زندگی، مانند عادات غذایی و خواب نیز می‌باشد که همین مورد کار را برای محققان سخت‌تر می‌کند.
محققان یافته‌های آزمایش‌ها و تحقیقات خود را به عنوان شواهدی که نشان می‌دهد در بزرگسالان جوان و سالم، ورزش‌های هوازی با شدت متوسط تأثیر قابل توجهی در برخی از سیستم‌های خاص از مغز نسبت به افراد دیگر در پی دارد بیان کردند. بر اساس یافته‌های آن‌ها حرکت ایروبیک که در آن‌ها ساختمان اسکلتی بدن هم فعال می‌شود به شکلی که شدت متوسطی داشته باشد، به جای حرکت منفعلانه، بر فرآیندهای حافظه کاری و برخی دیگر از قسمت‌های مغز و بهبود عملکرد آن‌ها تأثیر به سزایی دارد. در مطالعه آن‌ها، این تغییرات بعد از تنها دو جلسه ورزشی دیده شد. در نهایت، آن‌ها پیش‌بینی نمودند که پیشبرد چنین دانشی برای ایجاد توصیه‌های ورزشی مبتنی بر شواهد علمی برای بهبود سلامت شناختی و مغز سرعت بهبود آن را بیشتر خواهد کرد.

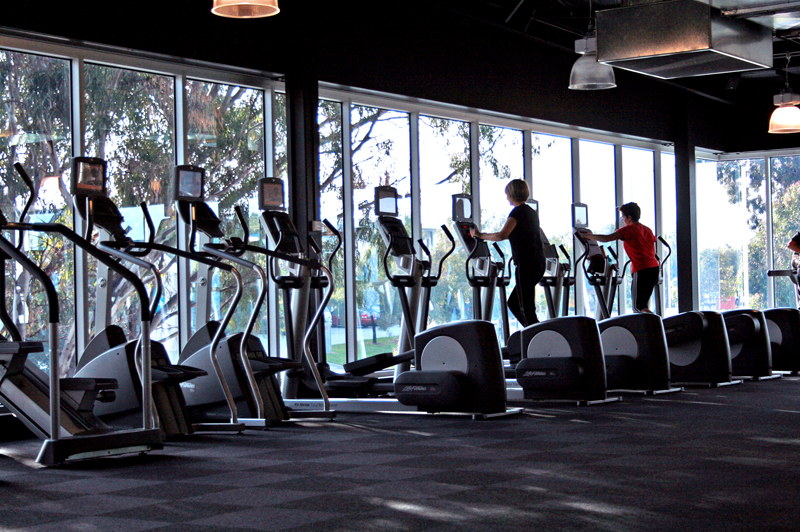
نمایی از سالن یک باشگاه تخصیص یافته برای تمرینات هوازی

## انواع فعالیت ایروبیک
تصور کنید در حال ورزش کردن هستید. از شدت فعالیت عرق می‌کنید، به سختی نفس می‌کشید، قلب‌تان تاپ‌تاپ می‌کند و خون در رگ‌های شما در جریان است تا برای ادامهٔ فعالیت به عضله‌ها اکسیژن برساند و شما بتوانید مدت بیشتری به فعالیت ورزشی خود ادامه دهید. به این گونه ورزش‌ها هوازی (یا در اصطلاح کاردیو) می‌گویند. به عبارت دیگر، هر گونه ورزشی که فعالیت قلب، ریه‌ها و عضلات شما را زیاد کند تا شما مدت زمان بیشتری به ورزش ادامه دهید، هوازی (کاردیو) محسوب می‌شود. مهم نیست افزایش ضربان قلب و تنفس از چه طریقی باشد: دویدن، دوچرخه‌سواری، شنا و غیره. در ادامه به بررسی مکانیسم‌های ورزش هوازی می‌پردازیم که عبارتند از: نقل و انتقال و مصرف اکسیژن، نقش قلب و عضلات، مزایای ثابت‌شدهٔ ورزش‌های هوازی و موارد دیگر.
در جداولی که در ادامه این قسمت می‌آیند طبقه‌بندی انواع فعالیت‌های هوازی با توجه به گروهی که فعالیت ایروبیک در آن قرار دارد آمده‌است:

### گروه اول
این گروه از فعالیت‌های ایروبیک با شدتی ثابت اجرا شده و به مهارت وابسته نیستند:
| ردیف | نام فعالیت       |
| ۱    | دوچرخه سواری     |
| ۲    | دوچرخه ثابت      |
| ۳    | دوی نرم (جاگینگ) |
| ۴    | دویدن            |
| ۵    | راه‌پیمایی        |
| ۶    | قایقرانی         |
| ۷    | پله نوردی        |
| ۸    | ماشین پله        |
| ۹    | اسکی Nordic      |
| ۱۰   | سوار کاری        |

### گروه دوم
این فعالیت‌ها با شدت ثابت یا متغیری انجام شده و تابع مهارت می‌باشند:
| ردیف | نام فعالیت                          |
| ۱    | رقص‌های ایروبیک                      |
| ۲    | اسکی                                |
| ۳    | پیاده‌روی                            |
| ۴    | اسکیت                               |
| ۵    | طناب زدن                            |
| ۶    | شنا کردن                            |
| ۷    | فعالیت‌های آبی (مثلاً واترپلو)        |
| ۸    | راه‌پیمایی در بین تپه ماهور (هاکینگ) |

### گروه سوم
این دسته از فعالیت‌های ایروبیک به‌شدت متغیر بوده و با مهارت وابستگی عمیقی دارند:
| ردیف | نام فعالیت                            |
| ۱    | بسکتبال                               |
| ۲    | فوتبال                                |
| ۳    | هندبال                                |
| ۴    | والیبال                               |
| ۵    | رقص‌های فولکلوریک                      |
| ۶    | ورزش‌های راکتی                         |
| ۷    | تمرین ایزوتونیک در سیستم دایره ای     |
| ۸    | تمرین ایزوتونیک در سیستم فوق دایره ای |

## برنامه‌ریزی جهت فعالیت ایروبیک
اولین نکته‌ای که در نحوه برنامه‌ریزی برای فعالیت ایروبیک از اهمیت خاصی برخوردار است، هدفی است که ورزشکار از انجام این فعالیت‌ها دنبال می‌نماید، یعنی آیا به عنوان مثال می‌خواهد تا با انجام این تمرینات به آمادگی قلبی – تنفسی دست یابد، آیا می‌خواهد از این تمرینات به عنوان محرکی برای کم کردن وزن اضافی بدنش سود جوید یا می‌خواهد به آمادگی جسمانی مطلوب یا بیشتر از مطلوب دست پیدا کند. بدین ترتیب می‌بینیم که هر یک از این اهداف در برنامه‌ریزی جهت فعالیت ایروبیک تعیین‌کننده است.
به عنوان مثال هنگامی که فرد می‌خواهد به خاطر جلوگیری از بروز بیماری‌ها و بهبود تندرستی فعالیت ایروبیک انجام دهد. نحوه برنامه‌ریزی برای وی کاملاً با کسی که می‌خواهد از آمادگی قلبی تنفسی مطلوبی برخوردار شود متفاوت است.

### راهنمایی
در مورد برنامه ایروبیک ویژه افزایش تندرستی خطوط راهنمای ذیل توسط دپارتمان خدمات بهداشتی و انسانی آمریکا توصیه می‌شود:
1. از نظر نوع: فعالیت‌های بدنی باید از نوع استقامتی مثل، تمرین‌های ورزشی منظم، کار در خانه و حیاط، فعالیت بدنی ملایم و تفریحات سالم باشد.
2. شدت: شدت فعالیت‌های بدنی باید حداقل در حد متوسط باشد.
3. تعداد جلسات: فعالیت‌های بدنی برای بیشتر از ۵ روز در هفته و ترجیحاً در تمام روزهای آن توصیه می‌شوند.
4. مدت: به‌طور کلی حداقل ۳۰ دقیقه در هر جلسه به انجام تمرینات اختصاص داده شود، که البته بسته به نوع فعالیت فرق می‌کند.

اما اگر هدف اصلی از تجویز فعالیت ورزشی، بالا بردن سطح آمادگی قلبی تنفسی است، کالج آمریکایی طب ورزشی ACSM خطوط راهنمای زیر را برای برنامه‌های ورزشی قلبی تنفسی افراد بزرگسال و سالم توصیه می‌نماید:
1. نوع: فعالیت‌های هوازی ریتمیک انتخاب شوند، چون پیوسته قابل انجام بوده و گروه‌های عضلانی بزرگ را در گیر می‌کنند.
2. شدت: شدت‌های بین ۶۰ تا ۹۰ درصد هدف ضربان قلب توصیه می‌شوند، برای افرادی که آمادگی قلبی تنفسی پایینی دارند، شدتهای ۴۰ تا ۵۰ درصد هدف ضربان قلب پیشنهاد می‌شود.
3. تعداد جلسات: برای ۳ تا ۵ روز در هفته برنامه‌ریزی شود.
4. مدت: بین ۲۰ تا ۶۰ دقیقه توصیه می‌شود.
5. میزان پیشرفت :پس از تنظیم برنامه ورزشی ایروبیک، میزان پیشرفت ورزشکار در فواصل زمانی معین به‌طور منظم ثبت می‌گردد.

## مراحل
برای بزرگسالان ظاهراً سالم برنامه ورزشی ایروبیک شامل سه مرحله می‌باشد:
- مرحله مقدماتی (اولیه)
- مرحله پیشرفت
- مرحله حفظ

### معرفی مراحل
1. مرحله مقدماتی (اولیه): این مرحله معمولاً بین ۴ تا ۶ هفته به طول می‌انجامد، که در این مدت، حرکات کششی، نرمش‌های سبک و فعالیت‌های ایروبیک سبک توصیه می‌شوند. تعداد جلسات ۳ جلسه در هفته توصیه می‌شود. شدت فعالیت در این زمان تا ۵۰ درصد هدف ضربان قلب توصیه می‌گردد. مدت فعالیت هوازی لااقل ۱۲ دقیقه باید باشد، که در اواخر این مرحله می‌توان آن را به ۲۰ دقیقه نیز افزایش داد. افرادی که از آمادگی قلبی تنفسی خوبی برخوردار اند می‌توانند مرحله مقدماتی را از برنامه خود حذف نمایند.
2. مرحله پیشرفت: این مرحله معمولاً بین ۱۶ تا ۲۰ هفته طول می‌کشد. در این مرحله میزان پیشرفت سریع بوده و شدت فعالیت ورزشی به تدریج پس از ۲ تا ۳ هفته افزایش پیدا می‌کند، تعداد جلسات ورزش هفتگی از ۳ جلسه به ۵ جلسه در هفته افزایش می‌یابد. مدت فعالیت ورزشی باید لااقل ۳۰ دقیقه باشد.
3. مرحله حفظ: پس از رسیدن به سطح مطلوب آمادگی قلبی تنفسی، فرد وارد مرحله حفظ برنامه ورزشی می‌شود. این مرحله معمولاً ۶ ماه بعد از شروع تمرینات ایروبیک شروع شده و تا پایان عمر فرد می‌بایست ادامه پیدا کند. در جریان این مرحله فعالیت‌های لذت بخش گوناگونی از گروه‌های دوم و سوم چاشنی برنامه ورزشی شده تا خستگی و کسالت از یکنواختی تمرینات ایروبیک جبران شود.

## روش‌های تمرینی ایروبیک

### عوامل اصلی یک جلسه تمرین ایروبیک
هر جلسه فعالیت ورزشی ایروبیک باید شامل سه بخش زیر باشد:
1. مرحله گرم کردن
2. مرحله آماده‌سازی هوازی
3. مرحله سرد کردن

در مرحله گرم کردن اهداف زیر دنبال می‌شود:
- افزایش جریان خون به سمت عضله قلبی و عضلات مخطط فعال
- افزایش دمای بدن
- کاهش احتمال بروز آسیب‌های مفصلی و عضلانی (آسیب‌های بافت نرم)
- کاهش احتمال دیس ریتمی‌های قلبی (نا به هنجاری‌های ریتمی قلبی)

هنگام گرم کردن فعالیت را از سرعت پایین و کند شروع کرده و سرعت انجام فعالیت را به تدریج افزایش می‌دهیم تا بدن برای انجام فعالیت با شدت بالاتر در مرحله دوم (مرحله آماده‌سازی هوازی) آماده گردد. زمان گرم کردن بین ۵ تا ۱۰ دقیقه می‌باشد و بهتر است در آن از مجموعه‌ای از حرکات کششی و نرمش‌های سبک ویژه پاها، کمر، شکم، رانها، کشاله‌ها و شانه‌ها استفاده کرد.
در طول مرحله دوم بر طبق دستورالعمل ورزش ایروبیکی که تصمیم به انجام آن داریم، عمل می‌کنیم. این مرحله معمولاً بین ۲۰ تا ۶۰ دقیقه به طول می‌انجامد و بلافاصله پس از آن مرحله سرد کردن آغاز می‌شود.
در مرحله سرد کردن، به مدت ۵ دقیقه و با شدت پایین به فعالیت پرداخته تا از تجمع خون در اندام‌های فوقانی یا تحتانی جلوگیری نموده و از احتمال بروز سرگیجه یا بی هوشی بکاهیم. عمل پمپاژ مستمر عضلانی برگشت خون سیاهرگی را تسریع نموده و بازتوانی پس از تمرین سرعت می‌یابد.

### انواع و روش‌های تمرین ایروبیک
جهت انجام تمرین ایروبیک دو روش (سیستم تمرینی) مرسوم است:
1. روش تمرینی تداومی (پیوسته)
2. روش تمرینی تناوبی (نا پیوسته)

#### روش تمرینی تداومی (پیوسته)
در تمرین‌های تداومی چهار جزء مورد توجه اند:
1. نوع فعالیت
2. تواتر
3. شدت
4. مدت فعالیت

##### نوع فعالیت
در روش تمرینی تداومی باید از فعالیت‌های ایروبیک (هوازی) استفاده شود و بنابر تعریف هر نوع فعالیتی که سبب افزایش ضربان قلب شود و آن را برای مدتی متوالی در همان حد نگاه دارد، یک فعالیت ایروبیک است. به‌طور کلی فعالیت ایروبیک شامل حرکت مکرر تمام عضلات بزرگ بدن است که در طول یک دوره زمانی به صورت ممتد اجرا شود. انواع فعالیت‌های گروه‌های ذکر شده در جدول بخش ششم از جمله فعالیت‌های ایروبیک می‌باشند، که در این بین گروه‌های اول و دوم برای انجام در سیستم تمرینی تداومی مناسب می‌باشند. آنچه که در بین این فعالیت‌های ایروبیک از اهمیت خاصی برخوردار می‌باشد تعیین شدت آن‌ها به وسیلهٔ خود فرد می‌باشد. مزیت این فعالیت‌ها نسبت به فعالیت‌های ایروبیک گروه سوم اینست که به راحتی با افزایش سرعت انجام آن‌ها یا آهسته کردن می‌توان آن‌ها را تنظیم نمود. مزیت فعالیت ایروبیک در سیستم تمرینی تداومی، بدون نوسان بودن ضربان قلب در حین انجام فعالیت است. اگر چه فعالیت‌های متناوب می‌توانند استقامت قلبی تنفسی را افزایش دهند، ولی کنترل شدت آن‌ها بسیار مشکل است.

##### تواتر تمرین
یک فرد بالغ برای کسب پیشرفت در تمرینات ایروبیک و دستیابی به استقامت قلبی ریوی نباید کمتر از ۳ جلسه در هفته تمرین کند. ورزشکاران حرفه اغلب بیش از این مقدار و تا ۶ جلسه ایروبیک در هفته هم تمرین می‌کنند. هر فرد چه ورزشکار و چه غیر ورزشکار باید یک روز در هفته را به استراحت بپردازد، تا بافت‌های آسیب دیده فرصت ترمیم و ریکاوری پیدا کنند.

##### شدت تمرین
از عوامل مهم در هنگام تمرین شدت آن می‌باشد، توصیه‌های گوناگونی در رابطه با شدت تمرین وجود دارد و این مسئله برای آغاز نمودن تمرین ایروبیک یعنی هنگامی که بدن برای شروع تمرین تحت فشار قرار می‌گیرد، بسیار مهم و حیاتی است.
به دلیل اینکه شدت تمرین ایروبیک همانند سرعت مصرف اکسیژن با ضربان قلب نسبت مستقیم دارد به راحتی می‌توان مشخص کرد که شدت فعالیت چه مقدار باشد تا ضربان قلب به‌طور ثابت در محدوده‌ای که برای تمرین مناسب است قرار گیرد. با کنترل ضربان قلب فرد ورزشکار یا مربی متوجه می‌شود که سرعت گام‌ها یا سرعت انجام فعالیت برای رسیدن به محدوده ضربان قلب هدف سریع است یا آهسته.

###### ضربان قلب هدف
برای به‌دست آوردن ضربان قلب هدف روش‌های متعددی وجود دارد، که ورزشکار یا مربی به راحتی به وسیله آن‌ها می‌تواند ضربان قلب هدف را برای تمرین به‌دست آورد. به این منظور نخست می‌باید ضربان قلب حداکثر (MHR – Maximal Heart Rate) را به‌طور دقیق به‌دست آوریم، برای میل به این هدف ورزشکار می‌باید با شدت تمام ورزش کند و ضربان قلب وی با دستگاه الکتروکاردیوگرافی ثبت گردد. به دلیل اینکه ثبت ضربان قلب به وسیله الکتروکاردیوگرافی در بیرون از محیط آزمایشگاه بسیار مشکل است، عدد ۲۲۰ برای مردان و زنان به‌طور میانگین و پیش‌فرض بیان می‌شود؛ و از آنجا که ضربان قلب با سن رابطه معکوس دارد هر چه سن بالاتر رود ضربان قلب حداکثر کاهش می‌یابد. بدین ترتیب تخمین ضربان قلب حداکثر آسان می‌شود:
```
سن –220= ضربان قلب
```

به عنوان مثال حداکثر ضربان قلب برای یک فرد ورزشکار ۲۰ ساله در حدود ۲۰۰ ضربان در دقیقه می‌باشد (۲۰۰=۲۰–۲۲۰). اگر کسی علاقه‌مند باشد تا با ۷۰ درصد ضربان قلب خود ورزش کند، ضربان قلب هدف برای وی از فرمول ذیل محاسبه می‌گردد:
```
(سن – ۲۲۰) × ۷/۰
```

اگر یک ورزشکار بیست ساله را در نظر بگیریم که تمایل دارد با ۷۰ درصد ضربان قلب حداکثر خود ورزش کند ضربان قلب هدف برای وی ۱۴۰ ضربان در دقیقه خواهد شد (۱۴۰= (۲۰–۲۲۰) × ۷/۰).
فرمول دیگر ضربان قلب که به‌طور معمول از آن استفاده می‌شود و سطح آمادگی فرد را در حال حاضر محاسبه می‌نماید، معادله کارونن است:
```
([ضربان قلب استراحت – MHR] × ۶/۰) + ضربان قلب استراحت = ضربان قلب هدف در تمرین
```

به‌طور میانگین ضربان قلب استراحت عددی بین ۶۰ تا ۸۰ ضربان در دقیقه است. با توجه به معادله کارونن، یک ورزشکار ۲۰ ساله با ضربان قلب استراحت ۷۰ ضربان در دقیقه، ضربان قلب هدف تمرینی ۱۴۸ ضربان در دقیقه خواهد داشت:
۱۴۸ = ([۷۰ – ۲۰۰] × ۶/۰) + ۷۰
کالج آمریکایی طب ورزشی ACSM به ورزشکاران پیشنهاد می‌دهد که هنگام تمرین ایروبیک در سیستم پیوسته، تمرین کردن در محدوده ۶۰ تا ۹۰ درصد حداکثر ضربان قلب مطلوب می‌باشد. تمرین در سطح ۷۰ درصد یک حد متوسط در نظر گرفته می‌شود. افراد تمرین کرده به راحتی شدتهای ۸۵ و ۹۰ درصد ضربان قلب حداکثر را تحمل می‌نمایند.
تجویز شدت فعالیت ورزشی با استفاده از فرمول کارونن برای سطوح آمادگی مختلف:
| سطح آمادگی ورزشکار | کم         | متوسط      | زیاد       |
| ضربان قلب حداقل    | ۴۰٪        | ۶۰٪        | ۷۰٪        |
| ضربان قلب متوسط    | ۵۰٪ تا ۶۰٪ | ۷۰٪ تا ۷۵٪ | ۸۰٪ تا ۸۵٪ |
| ضربان قلب حداکثر   | ۷۵٪        | ۸۵٪        | ۹۰٪        |

###### به‌دست آوردن شدت
یکی از معتبرترین راه‌های به‌دست آوردن شدت، محاسبهٔ حجم اکسیژن مصرفی اوج ((V˚O2 max در حین فعالیت است. V˚O2 max یا حجم اکسیژن مصرفی اوج، بازتابی است از:
1. توانایی قلب، ریه‌ها و خون، برای انتقال اکسیژن به عضلات در حال کار
2. استفاده از اکسیژن توسط عضلات هنگام فعالیت ورزشی

البته تعیین V˚O2 max بدون تجهیزات آزمایشگاهی ناممکن می‌باشد.

##### مدت تمرین
برای اینکه حداقل پیشرفت در یک دوره فعالیت ایروبیک پدید آید، ورزشکار باید لااقل در حالی که در محدوده ضربان قلب هدف قرار دارد حداقل به مدت ۲۰ دقیقه در سیستم تمرینی پیوسته تمرین نماید. کالج آمریکایی طب ورزشی ACSM پیشنهاد می‌کند در زمانی که ضربان قلب شخص به ضربان قلب هدف رسید، فعالیت یا تمرین برای مدت ۲۰ تا ۶۰ دقیقه ادامه پیدا کند. به‌طور کلی هرچه مدت تمرین طولانی‌تر باشد، استقامت قلب تنفسی نیز بیشتر پیشرفت می‌کند. ورزشکاران حرفه‌ای می‌باید حداقل ۴۵ دقیقه تمرین کنند.

#### روش تمرینی تناوبی (نا پیوسته)
سیستم تمرینی تناوبی برخلاف سیستم تمرینی تداومی فعالیت‌هایی را شامل می‌گردد که بیشتر نوبتی و فاصله دار می‌باشند. گروه سوم فعالیت‌های ایروبیک نمونه‌ای از تمرینات تناوبی می‌باشند، البته باید خاطر نشان کرد که فعالیت‌های ایروبیک سایر گروه‌ها را نیز می‌توان به روش تناوبی انجام داد.
در اینجا مثالی از یک برنامه تمرین تناوبی، برای افزایش توان قلبی تنفسی ارائه می‌گردد:
- ست‌ها: ۱
- تکرارها: ۳ تا ۷
- مسافت: ۱ کیلومتر
- زمان: ۳ تا ۴ دقیقه
- زمان استراحت بین تکرارها: ۵/۱ تا ۲ دقیقه

در مثال فوق فرد باید با سرعتی بدود که مسافت ۱ کیلومتر را در طول ۳ تا ۴ دقیقه به پایان برد. سپس ۵/۱ تا ۲ دقیقه دوره استراحت را دنبال نموده یعنی نرم می‌دود یا سریع راه می‌رود. پس از طی دوره استراحت دوباره مانند بار نخست می‌دود و این عمل را ۳ یا ۷ بار تکرار می‌کند و بدین ترتیب ست تمرینی اش به پایان می‌رسد. شدت تمرین در طول دوره استراحت نباید از ۶۰ تا ۷۰ درصد ضربان قلب حداکثر، کمتر شود. هم چنین انتظار می‌رود که ورزشکار در حین انجام تکرارها به ۸۵ تا ۹۵ درصد ضربان قلب حداکثر خود برسد.
شدت فعالیت را با استفاده از اصل اضافه بار می‌توان افزایش داد. به این منظور، شدت فعالیت ورزشی یا مدت آن را افزایش می‌دهیم یا مدت زمان استراحت بین تکرارها را کاهش می‌دهیم یا تعداد فعالیت‌های تناوبی در هر جلسه را افزایش می‌دهیم.

## تمرینات مقاومت دایره‌ای
تصور کنید در حال ورزش کردن هستید. از شدت فعالیت عرق می‌کنید، به سختی نفس می‌کشید، قلب‌تان تاپ‌تاپ می‌کند و خون در رگ‌های شما در جریان است تا برای ادامهٔ فعالیت به عضله‌ها اکسیژن برساند و شما بتوانید مدت بیشتری به فعالیت ورزشی خود ادامه دهید. به این گونه ورزش‌ها هوازی (یا در اصطلاح کاردیو) می‌گویند. به عبارت دیگر، هر گونه ورزشی که فعالیت قلب، ریه‌ها و عضلات شما را زیاد کند تا شما مدت زمان بیشتری به ورزش ادامه دهید، هوازی (کاردیو) محسوب می‌شود. مهم نیست افزایش ضربان قلب و تنفس از چه طریقی باشد: دویدن، دوچرخه‌سواری، شنا و غیره. در ادامه به بررسی مکانیسم‌های ورزش هوازی می‌پردازیم که عبارتند از: نقل و انتقال و مصرف اکسیژن، نقش قلب و عضلات، مزایای ثابت‌شدهٔ ورزش‌های هوازی و موارد دیگر.
تصور کنید در حال ورزش کردن هستید. از شدت فعالیت عرق می‌کنید، به سختی نفس می‌کشید، قلب‌تان تاپ‌تاپ می‌کند و خون در رگ‌های شما در جریان است تا برای ادامهٔ فعالیت به عضله‌ها اکسیژن برساند و شما بتوانید مدت بیشتری به فعالیت ورزشی خود ادامه دهید. به این گونه ورزش‌ها هوازی (یا در اصطلاح کاردیو) می‌گویند. به عبارت دیگر، هر گونه ورزشی که فعالیت قلب، ریه‌ها و عضلات شما را زیاد کند تا شما مدت زمان بیشتری به ورزش ادامه دهید، هوازی (کاردیو) محسوب می‌شود. مهم نیست افزایش ضربان قلب و تنفس از چه طریقی باشد: دویدن، دوچرخه‌سواری، شنا و غیره. در ادامه به بررسی مکانیسم‌های ورزش هوازی می‌پردازیم که عبارتند از: نقل و انتقال و مصرف اکسیژن، نقش قلب و عضلات، مزایای ثابت‌شدهٔ ورزش‌های هوازی و موارد دیگر.
بر طبق تحقیقات انجام شده توسط کالج آمریکایی طب ورزشی ACSM (بوسیله دو محقق به نام‌های گتمن و پولاک) بر روی تمرینات مقاومت دایره ای، این تمرینات تنها به میزان ۵ درصد باعث افزایش استقامت قلبی تنفسی می‌شود و این در حالی است که سایر فعالیت‌های ایروبیک باعث افزایشی به مقدار ۱۵ تا ۲۵ درصد می‌شوند. بدین ترتیب محققان نتیجه گرفتند که، تمرین‌های مقومت دایره‌ای را نباید به منظور افزایش استقامت قلبی تنفسی به کار گرفت بلکه می‌توان از این تمرینات در مرحله حفظ آمادگی استفاده نمود.